# Георг фон Вертерн (политик)
Георг фон Вертерн-Байхлинген „Млади“ (на немски: Georg Graf von Werthern-Beichlingen d. J.; * 8 юни 1700 в Регенсбург; † 16 декември 1768 в с. Айтра до Лайпциг) от тюрингския благороднически род фон Вертерн е имперски граф на Вертерн-Байхлинген и саксонски политик.
Той е син на саксонския министър граф Георг фон Вертерн-Байхлинген (1663 – 1721) и съпругата му Рахил Хелена фон Милтиц от род Шарфенберг (1676 – 1736), дъщеря на Хауболд фон Милтиц-Шарфенберг, курсаксонски таен съветник и камерхер.
Той става кралски-полски и курфюрстки-саксонски камерхер в Дрезден и по-късно таен съветник във Ваймар. Като наследствен имперски камерен-„тюрхютер“ той участва през 1742 г. в коронозацията на император Карл VII от брат му Кьолнския курфюрст Клеменс Август във Франкфурт на Майн. При празненството на императора той стои с черния жезъл на църковната врата.
На Георг фон Вертерн през 1757 г. са откраднати 10 000 имперски талера от къщата му на Кройцгасе в Дрезден. Къщата е окрадена от пруската войска.

## Фамилия
Георг фон Вертерн се жени на 12 май 1724 г. в Дрезден за графиня Якобина Хенриета фон Флеминг (* 21 януари 1709; † 11 юни 1784, Айтра), дъщеря на генерал-майор граф Богислав Бодо фон Флеминг (1671 – 1732) и Мария Луиза фон Врайхен (1685 – 1720). Те имат четири деца:
- Рахел Луиза Хенриета фон Вертерн (* 22 март 1726, Дрезден; † 27 април 1753, Мускау), омъжена на 3 октомври 1741 г. в Байхлинген за граф Йохан Александер фон Каленберг (* 12 март 1697; † 13 февруари 1776)
- Кристиана Якобина фон Вертерн (* 10/19 май 1727; † 30 декември 1778), омъжена на 12 август 1751 г. за фрайхер Йохан Фридрих Ернст фон Фризен († 21 май 1768)[3]
- Йохан Георг Хайнрих фон Вертерн (* 19 януари 1735; † 27 август 1790 в дворец Байхлинген), пруски таен държавен министър, женен I. на 2 ноември 1762 г. за Йохана София Луиза Фридерика Шакс фон Бухвалд (* 5 август 1740; † 3 януари 1764, дъщеря на Юлиана Франциска фон Бухвалд), II. на 2 април 1777 г. за Кристиана Бенедиктина Йохана фон Глобиг (* 1759)
- Якоб Фридеман фон Вертерн (* 6 септември 1739 в Айтра; † 24 март 1806 в Лайпциг), дипломат, женен за фрайин Йохана Луиза фом и цум Щайн (* 28 февруари 1752; † 8 март 1811)